# Niet
Niet je slovenska punk skupina, ki je bila ustanovljena leta 1983. Prvotni člani so bili Igor Dernovšek, Aleš Češnovar, Primož Habič in Tomaž Dimnik.

## Zgodovina

### 1984–1986
Januarja 1984 je skupina pod taktirko Boruta Činča posnela prve skladbe, in sicer »Umiranje«, »Srečna mladina«, »Zastave« ter »Melanholija«. Borut Činč je ostal producent tudi na večini ostalih posnetkov Niet. Skupina je prvič nastopila na novoletni zabavi leta 1984 v MC Zgornja Šiška. Aprila istega leta so posneli svoj prvi hit »Depresija«, mesec kasneje se je skupini priključila pevka Tanja Ukmar. Septembra leta 1984 so nastopili na festivalu Novi rock. Nastop je bil velik uspeh in označuje prelom v razvoju skupine. Še pred koncem leta je izšla prva kaseta »Srečna mladina«, posneli pa so tudi skladbo, ki je postala njihova največja uspešnica, Lep dan za smrt. Pozimi je prišlo do sprememb v zasedbi. Skupino sta zapustila Tanja Ukmar in Tomaž Dimnik, priključila pa sta se novi bobnar Tomaž Bergant in drugi kitarist Robert Likar. Februarja in marca so bili Niet na turneji po Franciji, kamor so se vrnili še maja istega leta, ko so odigrali dva koncerta v Parizu. Aprila so na nastopu na pomembnem festivalu YURM v Zagrebu prišli v finale. Septembra 1985 so ponovno nastopili na Novem rocku, tokrat kot gostje. Po Novem rocku je sledila »Jadranska turneja pobjednika YURM-a«. Januarja 1986 so natopili na treh koncertih v Beogradu. En mesec kasneje so priredili poslednji koncert v Ljubljani, v študentskem naselju v Rožni dolini.

### 1988
Po dveh letih, ki so jih člani preživeli na služenju vojaškega roka, se je skupina spet združila marca leta 1988. Poleti so nastali zadnji posnetki s pevcem Primožem Habičem (Sam, Tvoje oči). Jeseni 1988 je skupina Niet prenehala delovati, po besedah Dernovška »predvsem zaradi pomanjkanja volje, žensk in heroina!«.

### Po 1988
Maja 1991 je za posledicami prevelikega odmerka heroina umrl Primož Habič. Leta 1993 je večinski avtor skupine Igor Dernovšek formiral novo zasedbo, v kateri je (poleg kitare) prevzel tudi vlogo pevca. Poleg njega so v skupini delovali še Kolbezen (kitara) in Vobovnik (bas) ter bobnar Pankrtov Slavc Colnarič. Konec istega leta so posneli zadnje skladbe: Sick of You, Pure and Divine, Till We Fall, Queen of Snakes, Bil je maj in Ruski vohun. Izšel je še istoimenski prvenec na CD-ju ter promocijska turneja po Sloveniji. Zatem je skupina razpadla.
Leta 1998 so razne slovenske glasbene skupine (med drugim Srečna mladina, ki si je sicer nadela ime po prvi kaseti Nietov, Ana Pupedan, Racija, Zaklonišče prepeva, Rambo Amadeus, Zablujena generacija, Psycho-Path) izdale kompilacijo Drž'te jih! To niso Niet!!!, ki vsebuje priredbe njihovih pesmi.

### 2008–2017
31. marca 2008 so Nieti ponovno nastopili v Orto baru. Skoraj v celoti so nastopali v stari postavi: Igor Dernovšek (kitara), Aleš Češnovar (bas), Tomaž Bergant (bobni) in Robert Likar (druga kitara). Namesto legendarnega Primoža Habiča so za mikrofon postavili Boruta Marolta, nekdanjega pevca banda Prisluhnimo tišini. 27. maja 2008 so Nieti nastopili v Križankah v Ljubljani in tudi na festivalu Rock Otočec. Decembra istega leta so izdali album Niet – Izštekani, na katerem so posnete v živo odigrane akustične verzije skladb s spremljavo godalnega kvarteta in klavirja. Leta 2010 je izšla nova plošča z naslovom Trinajst. Plošča je konceptualna, govori o posamezniku, ki se v današnji družbi ne znajde in zato neslavno propade. Konec istega leta je zaradi različnih pogledov na nadaljnje ustvarjanje skupino zapustil Aleš Češnovar. Skupini se je za tem pridružil Janez Brezigar.
Leta 2012 so izdali album Rokovnjači s sedmimi skladbami, posnetimi za istoimensko gledališko predstavo v koprodukciji SNG Nova Gorica in Prešernovega gledališča Kranj. Konec julija 2015 je pri švedski založbi Ne records izšla vinilka Srečna mladina, na kateri je znova oživela kaseta iz leta 1984, namenjena pa je bila predvsem tujemu trgu (ZDA, Japonska, Nemčija).
Leta 2014 so Nieti začeli z delom na novi plošči. Prvi singl Mislila sva, da nama bo uspelo je izšel junija leta 2015, plošča z naslovom V bližini ljudi pa 15. septembra. Producentsko taktirko je od Boruta Činča, ki je bil producent od samega začetka delovanja skupine, prevzel Žare Pak. Ob izidu plošče so odigrali promocijski koncert v studiu 14 RA Slovenija.
Niet so odigrali svoj zadnji koncert na Reki novembra leta 2016. Januarja 2017 so zapisali:
"Nieti smo sklenili, da je po devetih letih od naše vrnitve na koncertne odre prišel čas za slovo - ali bo za stalno ali začasno – ne vemo. Zahvaljujemo se prijateljem, sodelavcem, obiskovalcem koncertov, poslušalcem in vsem, ki ste nas v teh letih podpirali. Bilo je lepo ... Hvala!"

### Dogajanje po letu 2017
Novembra 2018 je po dolgotrajni bolezni umrl Aleš Češnovar, basist in eden ustanoviteljev skupine.

### 2019 in naprej
Oktobra 2019 so Niet objavili fotografijo s skupne vaje  in novembra istega leta napovedali prve koncerte za mesec december. Na oder so se vrnili s koncertom 13. decembra v solkanskem kulturnem centru Mostovna ter 14. decembra v kranjskem KluBaru.

## Zasedba

### Originalna zasedba
- Igor Dernovšek (kitara)
- Aleš Češnovar (bas kitara)
- Primož Habič (vokal)
- Tomaž Dimnik (bobni)

### Končna zasedba
- Igor Dernovšek (kitara)
- Janez Brezigar (bas)
- Tomaž Bergant (bobni)
- Robert Likar (druga kitara)
- Borut Marolt (vokal)

## Diskografija
- Srečna mladina (FV založba, 1984)
- Niet (Kif Kif, 1993)
- Live (Vinilmanija, 1995)
- Lep dan za smrt (Vinilmanija, 1996)
- Bil je maj 1983–2008 (Menart Records, 2008)
- Izštekani na Valu 202 (ZKP RTV Slovenija, 2008)
- Križanke (ZKP RTV Slovenija, 2009)
- Trinajst (ZKP RTV Slovenija, 2010)
- Rokovnjači (ZKP RTV Slovenija, 2012)
- Srečna mladina – vinil (Ne Records, 2015)
- V bližini ljudi (ZKP RTV Slovenija, 2015)